# Medalla d'or

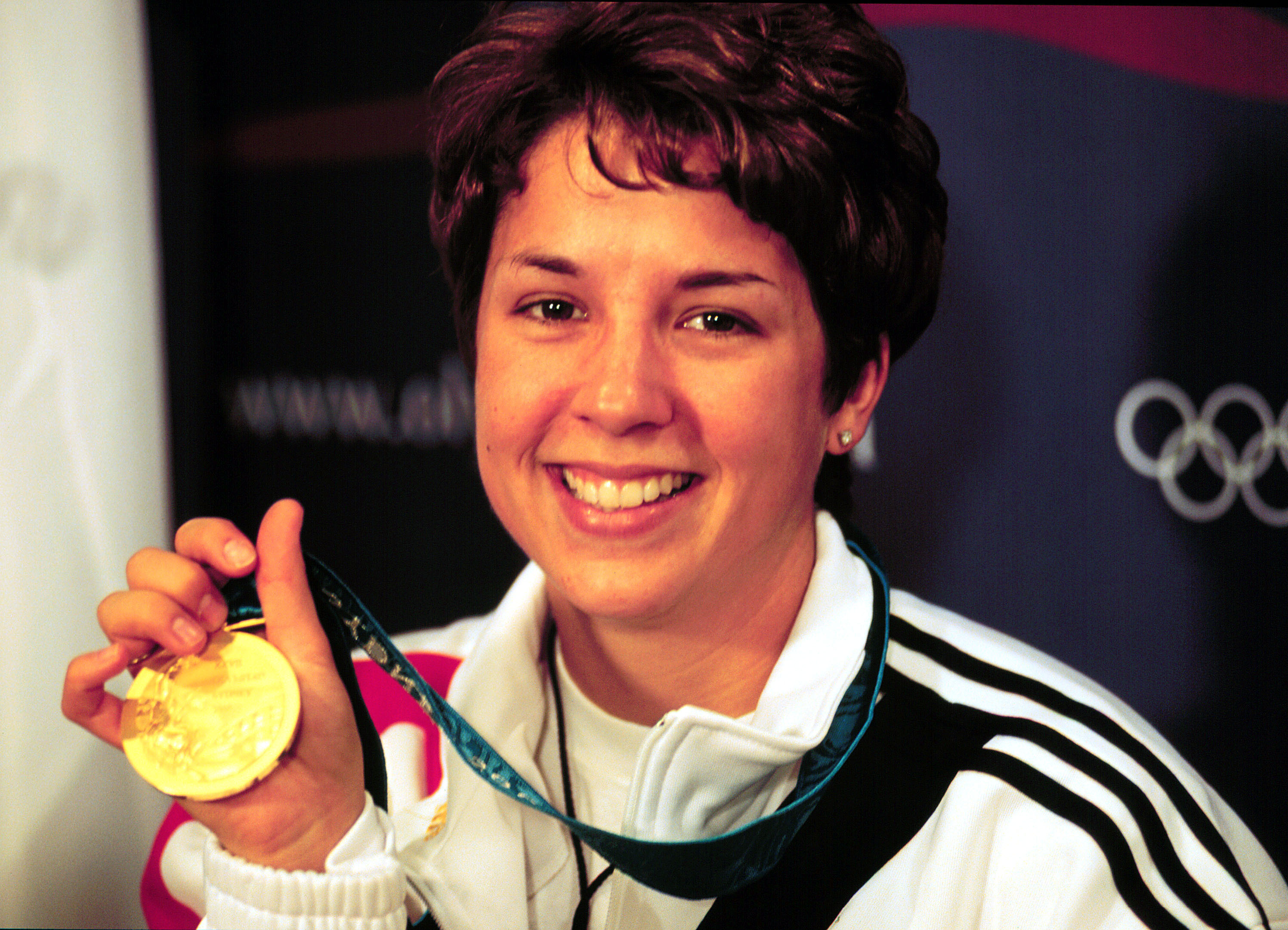
Medalla d'or

Una medalla d'or és la medalla més valuosa que es concedeix com a recompensa per grans assoliments en camps no militars, com per exemple en els esports (en els Jocs Olímpics).
Des del segle xviii, les medalles d'or s'han concedit en camps com l'art (per exemple, la medalla de l'Acadèmia Real Danesa), normalment com una manera simbòlica de premiar econòmicament els estudiants destacats. Altres vegades, però, s'ofereix únicament pel prestigi de rebre el premi. Diverses organitzacions (com la UNESCO) reben sovint medalles d'or provinents de societats acadèmiques.
Tot i que la majoria de medalles d'or són de xapat d'or, en alguns casos són fetes d'or sòlid, com la Medalla Lorentz i la medalla dels Premis Nobel.

## Unes medalles destacades
- Medalla d'Or de la Generalitat de Catalunya
- Medalla d'Or del Gran Teatre del Liceu
- Medalla d'Or al Mèrit en les Belles Arts (Ministeri de Cultura d'Espanya)
- Medalla d'Or de la Comunitat Autònoma de les Illes Balears
- Medalla d'Or del Consell de Mallorca